# Cymophorus hilaris
Cymophorus hilaris är en skalbaggsart som beskrevs av Karl Henrik Boheman 1857. Cymophorus hilaris ingår i släktet Cymophorus och familjen Cetoniidae. Inga underarter finns listade i Catalogue of Life.